# Bršadin
Bršadin (serbe : Бршадин) est un village situé dans le comitat de Vukovar-Syrmie, en Croatie. Le village est habité par des Serbes et comptait 1 554 habitants au recensement de 2001.